# Bistum Dresden-Meißen

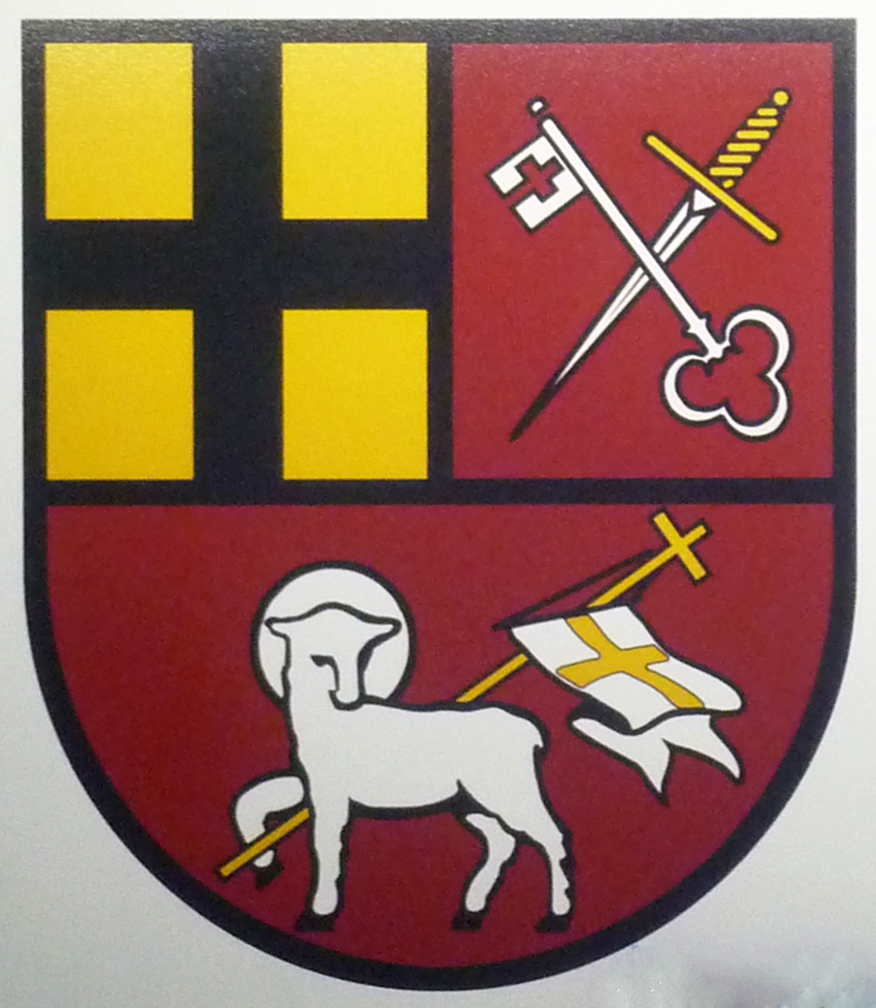
Das Wappen des Bistums Dresden-Meißen setzt sich aus den Wappen der vorreformatorischen Bistümer Merseburg, Naumburg-Zeitz und Meißen zusammen

Das Bistum Dresden-Meißen (lateinisch Dioecesis Dresdensis-Misnensis, obersorbisch Biskopstwo Drježdźany-Mišno), bis 1979 Bistum Meißen, ist ein Bistum der römisch-katholischen Kirche mit Sitz in Dresden. Die Diözese wurde 1921 wiedererrichtet. Kathedrale ist die unter Kurfürst Friedrich August II. 1739–1751 errichtete ehemalige Katholische Hofkirche Ss. Trinitatis in Dresden, Konkathedrale der Dom St. Petri in Bautzen. Der Schutzpatron des Bistums ist der heilige Benno von Meißen. Weitere Diözesanpatrone sind der hl. Donatus von Arezzo und die hl. Afra von Augsburg.

## Bistumsgebiet
Das Gebiet des Bistums erstreckt sich nahezu über den gesamten Freistaat Sachsen (ausgenommen die ehemals preußischen Teile der Oberlausitz und der Südosten der vormaligen preußischen Provinz Sachsen). Zusätzlich gehören zum Bistum Teile des Freistaats Thüringen und zwar die Gebiete der ehemaligen Thüringer Kleinstaaten:
- Herzogtum Sachsen-Altenburg (Altenburg, Eisenberg (Thür.), Kahla, Ronneburg, Rositz, Schmölln, Stadtroda)
- Fürstentum Reuß jüngere Linie (Gera, Bad Lobenstein, Schleiz)
- Fürstentum Reuß ältere Linie (Greiz, Zeulenroda-Triebes).

## Bistumsgliederung
Das Bistum Dresden-Meißen ist ein Suffraganbistum von Berlin und gliedert sich in acht Dekanate:
- Dekanat Bautzen
- Dekanat Chemnitz
- Dekanat Dresden
- Dekanat Gera
- Dekanat Leipzig
- Dekanat Meißen
- Dekanat Plauen
- Dekanat Zwickau

## Geschichte
Zur Geschichte des Bistums vor der Reformation siehe: Bistum Meißen
Das alte Bistum Meißen wurde 968 gegründet. Durch die Reformation hörte das katholische Bistum 1581 in seinem kursächsischen Kerngebiet mit Meißen auf zu existieren. Allein im meißnischen Diözesangebiet in Ober- und Niederlausitz bedrängte der dortige Landesherr Katholiken und Kirche nicht, da die Lausitzen zu der Zeit noch königlich-böhmisches Lehen der katholischen Kaiser waren.
Der letzte Bischof des Altbistums Meißen, Johann IX. von Haugwitz, hatte für das lausitzische Diözesangebiet Johann Leisentrit als Diözesanadministrator mit Sitz in Bautzen eingesetzt. Dessen Bemühen, ein nur das lausitzische Gebiet des Altbistums Meißen umfassendes Bistum Bautzen zu gründen, schlug fehl.

### Apostolische Präfektur Meißen
1567 verselbständigte der Heilige Stuhl das lausitzische Diözesangebiet als Apostolische Präfektur Meißen mit Johann Leisentrit als Präfekt. Dabei stellt eine Apostolische Präfektur kirchenrechtlich ein Bistum auf Probe dar.
Nach ihrer Lage bzw. ihrem Sitz wurde die Präfektur auch Apostolische Präfektur der Lausitzen oder Apostolische Präfektur Bautzen genannt. Der Kaiser, als König von Böhmen Landesherr in den Lausitzen, tat dort nur wenig gegen die Ausbreitung der Reformation, die durch die jeweils regionalen Landstände mit ganz unterschiedlichem Erfolg betrieben wurde. Als die Lausitzen 1635 ans lutherische Kursachsen fielen, sicherte dieses im Übergabevertrag (Traditionsrezess) zu, die religiösen Verhältnisse nicht zu ändern. Zudem verpflichtete der Westfälische Friede 1648 alle Vertragsstaaten, auch Kursachsen, in neu erworbenen Gebieten den Bekenntnisstand, der im Referenzjahr 1624 bestanden hatte, nicht mehr anzutasten.
Nach der preußischen Annexion der Niederlausitz und der östlichen, nunmehr schlesischen, Oberlausitz schlug der Heilige Stuhl das dortige Präfekturgebiet – mit damals nur noch den beiden Pfarreien in Neuzelle und Wittichenau – 1821 dem Fürstbistum Breslau zu. Seither bürgerte sich für das Restgebiet die Bezeichnung Apostolische Präfektur der (Sächsischen) Oberlausitz ein.

### Neues Bistum Meißen
Am 24. Juni 1921 erhob Papst Benedikt XV. mit der Apostolischen Konstitution Sollicitudo omnium ecclesiarum die Apostolische Präfektur Meißen zum neuen Bistum Meißen, wobei der Sitz der Präfektur in Bautzen als Bischofssitz beibehalten wurde. Das in Dresden ansässige Apostolische Vikariat in den Sächsischen Erblanden, das neben dem übrigen Sachsen noch Sachsen-Altenburg und Reuß ältere und jüngere Linie umfasste, wurde gleichzeitig aufgehoben und sein Gebiet dem neuen Bistum Meißen eingegliedert. Somit umfasste es außer Sachsen auch Teile Thüringens. Zum Bistum Meißen gehörten damals rund 50.000 Katholiken in 65 Pfarreien.
1923 fand die erste Bistumssynode im Kloster St. Marienstern statt; dabei wurden vor allem Beschlüsse über die Organisation der Pfarreien und der Diözesanverwaltung gefasst. In der Zeit des Nationalsozialismus hatte das kleine Diaspora-Bistum sehr unter den Attacken der besonders kirchenfeindlichen sächsischen NS-Führung zu leiden, wenngleich nur wenige Katholiken sich aktiv am Widerstand beteiligten. Drei Priester der Diözese starben im KZ.
Nach 1945 stieg die Zahl der im Bistum Meißen lebenden Katholiken durch die Flüchtlinge und Vertriebenen aus den ehemaligen deutschen Reichs- sowie Siedlungsgebieten im Osten und Süden außerhalb Sachsens um mehr als das Doppelte. Infolgedessen wurden zahlreiche neue Pfarreien und Seelsorgestellen eingerichtet. Vier katholische Pfarreien im Diözesangebiet östlich der Neiße, deren Pfarrkinder meist durch Polen vertrieben worden waren, gingen verloren. Am 24. Januar 1948 übertrug Bischof Petrus Legge die Jurisdiktion für das polnisch annektierte Diözesangebiet dem Apostolischen Administrator für das ebenfalls nunmehr polnische Erzdiözesangebiet Breslaus, Karol Milik, der schon seit April 1946 darauf gedrängt hatte. Im Zuge der Neuumschreibung der Bistumsgrenzen 1972 wurde das in Polen gelegene meißnische Diözesangebiet mit der Administratur des polnischen Diözesangebietes Breslaus Teil des gleichzeitig um die Apostolische Administratur Görlitz verkleinerten Erzbistums Breslau.
1969 berief Bischof Otto Spülbeck die zweite Diözesansynode ein, für die er bei Papst Paul VI. eine päpstliche Dispens erwirkt hatte, mit der erstmals die Teilnahme von Laien an einer Bistumssynode ermöglicht wurde. Die Kirchenversammlung fasste verschiedene Beschlüsse zur Umsetzung der Intentionen des Zweiten Vatikanischen Konzils auf der Bistumsebene. In der Berliner Bischofskonferenz stießen diese Intentionen aber auf den Widerstand vieler Bischöfe. Trotzdem führte, als Spülbeck 1970 plötzlich verstarb, sein Nachfolger Gerhard Schaffran die Synode zu Ende.

### Sitz- und Namensänderung – Bistum Dresden-Meißen
Am 15. November 1979 wurde die Bezeichnung des Bistums auf Dresden-Meißen geändert und Bischof Gerhard Schaffran verlegte im folgenden Jahr am 25. März 1980 den Bischofssitz nach Dresden.
Seit seiner Wiedererrichtung 1921 war das Bistum exemt, d. h. direkt dem Heiligen Stuhl unterstellt, bis es 1994 durch Papst Johannes Paul II. mit der Apostolischen Konstitution Certiori christifidelium der neu geschaffenen Kirchenprovinz Berlin zugeordnet wurde.
Nach Artikel 14 des Reichskonkordats von 1933, das bis heute in Geltung steht, richtet sich die Besetzung des Bischofsstuhles nach den Regelungen des Badischen Konkordats von 1932.

### 100 Jahre Bistum Dresden-Meißen
Zur Erinnerung an die Neugründung des Bistums Meißen im Jahr 1921 in Bautzen wurde am 20. Juni 2021 in der Kathedrale St. Trinitatis Dresden ein Festgottesdienst mit den Bischöfen Georg Bätzing, Heiner Koch, Heinrich Timmerevers, Clemens Pickel, Joachim Reinelt und Konrad Zdarsa gefeiert. Zum Abschluss wurde das neue Bistumslied „Herr, Du hast das Land gesegnet“ (Text: Dompfarrer Klemens Ullmann, Musik: Domkantor Felix Flath) gesungen.

### Strukturprozesse
Der erste Strukturprozess „Gemeinden im Aufbruch“ wurde 2002 von Bischof Joachim Reinelt beendet. Bei diesem Prozess wurden die Zahl der Pfarreien von 165 auf 97 und Dekanate von 14 auf neun deutlich minimiert.
2014 stieß Bischof Heiner Koch den Pastoralen Erkundungsprozess „Berufen zur eucharistischen Kirche“ an. Dieser Prozess greift in die pastoralen und verwaltungstechnischen Strukturen des Bistums ein. Das Ziel ist es, dass bis zum Bistumsjubiläum 2021 alle Pfarreien in neuen, größeren Gemeinden aufgegangen sind. Als Vorstufe und Zwischenschritt zur Neugründung einer größeren Pfarrgemeinde wurden sogenannte „Verantwortungsgemeinschaften“ – Zusammenschlüsse mehrerer Pfarrgemeinden – eingerichtet.
Bereits erfolgte Neugründungen:
- Pfarrei Mariä Himmelfahrt Leutersdorf, 11. Dezember 2017 (ehem. Pfarreien St. Joseph Ebersbach-Neugersdorf, St. Antonius Oppach und Mariä Himmelfahrt Leutersdorf)
- Pfarrei Hl. Mutter Theresa Chemnitz, 22. April 2018 (ehem. Pfarreien St. Antonius, St. Franziskus, St. Joseph und Propstei St. Johann Nepomuk Chemnitz)
- Pfarrei St. Benno Meißen, 17. Juni 2018 (ehem. Pfarreien Hl. Kreuz Coswig, Christus König Radebeul und St. Benno Meißen)
- Pfarrei St. Heinrich und Kunigunde Pirna, 2. September 2018 (ehem. Pfarreien St. Maria, Mittlerin aller Gnaden Bad Schandau – Königstein, St. Georg Heidenau, St. Gertrud Neustadt – Sebnitz und St. Kunigunde Pirna)
- Pfarrei St. Martin Dresden-Nord, 11. November 2018 (ehem. Pfarreien St. Josef Dresden-Pieschen, St. Hubertus Dresden-Weißer Hirsch und St. Franziskus Xaverius Dresden-Neustadt)
- Pfarrei St. Elisabeth Gera, 9. Dezember 2018 (ehem. Pfarreien Mariä Verkündigung Eisenberg, St. Elisabeth Gera, Hl. Maximilian Kolbe Gera-Süd, St. Josef Hermsdorf, Hl. Geist Stadtroda-Kahla)
- Pfarrei Mariä Geburt Aue, 6. Januar 2019 (ehem. Pfarreien Mater dolorosa Aue, Hl. Familie Schwarzenberg, St. Marien Stollberg und St. Peter und Paul Zwönitz)
- Pfarrei St. Bonifatius Leipzig-Süd, 20. Januar 2019 (ehem. Pfarreien St. Bonifatius Leipzig-Connewitz und St. Peter und Paul Markkleeberg)
- Pfarrei St. Barbara Riesa, 24. März 2019 (ehem. Pfarreien St. Katharina Großenhain, St. Barbara Riesa und St. Hubertus Wermsdorf)
- Pfarrei St. Franziskus Wurzen, 5. Mai 2019 (ehem. Pfarreien St. Trinitatis Grimma und Herz Jesu Wurzen)
- Pfarrei St. Maria Magdalena Kamenz, 26. Mai 2019 (ehem. Pfarreien St. Benno Bischofswerda, St. Maria Magdalena Kamenz und St. Laurentius Radeberg)
- Pfarrei Hl. Philipp Neri Leipzig-West, 16. Juni 2019 (ehem. Pfarreien Liebfrauen Leipzig-Lindenau, St. Martin Leipzig-Grünau)
- Pfarrei St. Marien Zittau, 7. Juli 2019 (ehem. Pfarreien Mariä Namen Löbau, Mariä Himmelfahrt Ostritz, Mariä Heimsuchung Zittau)
- Pfarrei St. Paulus Schleiz, 25. August 2019 (ehem. Pfarreien Christus König Bad Lobenstein, Herz Jesu Greiz, Hl. Familie Zeulenroda)
- Pfarrei St. Paulus Döbeln, 15. September 2019 (ehem. Pfarreien St. Johannes Apostel und Evangelist Döbeln, St. Paulus Leisnig-Waldheim)
- Pfarrei St. Georg Leipzig-Nord, 27. Oktober 2019 (ehem. Pfarreien St. Georg Leipzig-Gohlis, St. Albert Leipzig-Wahren, St. Gabriel Leipzig-Wiederitzsch)
- Pfarrei Herz Jesu Plauen, 17. November 2019 (ehem. Pfarreien Herz Jesu Plauen/Vogtland, St. Joseph Adorf/Vogtland)
- Pfarrei Hl. Maria Magdalena Leipzig-Ost, 8. Dezember 2019 (ehem. Pfarreien St. Laurentius Leipzig-Reudnitz, St. Gertrud Leipzig-Engelsdorf, Hl. Familie Leipzig-Schönefeld, St. Anna Taucha)
- Pfarrei Erscheinung des Herrn Altenburg, 12. Januar 2020 (ehem. Pfarreien Erscheinung des Herrn Altenburg-Schmölln, Mutter Gottes vom Berge Karmel Rositz)
- Pfarrei Hl. Edith Stein Limbach-Oberfrohna, 10. Mai 2020 (ehem. Pfarreien Mariä unbefleckte Empfängnis Limbach-Oberfrohna, Heilig Kreuz Wechselburg, St. Joseph Borna, St. Benno Geithain und Bad Lausick, St. Laurentius Mittweida)

### Fälle sexuellen Missbrauchs

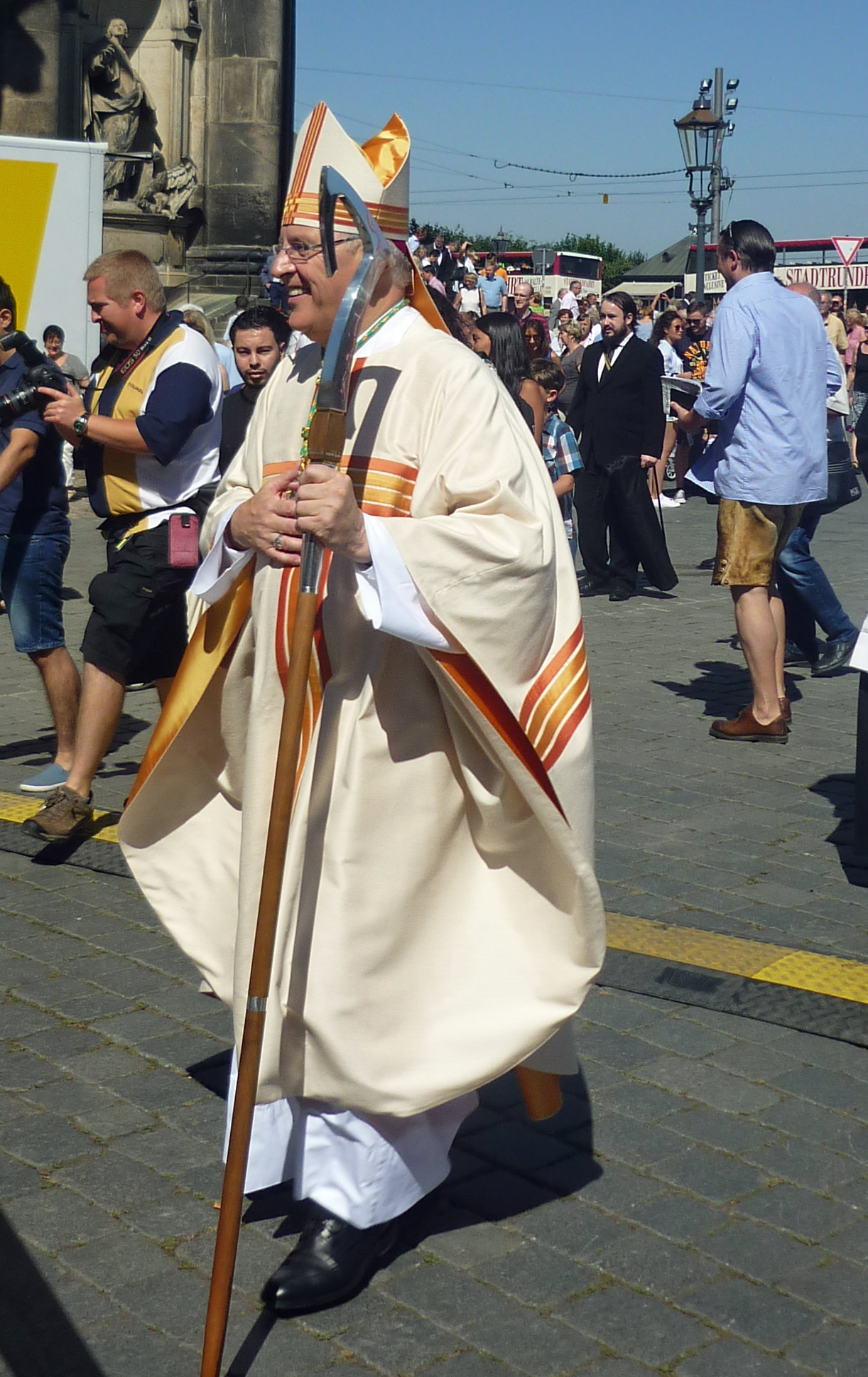
Heinrich Timmerevers

## Bischöfe
Seit 2016 ist Heinrich Timmerevers Bischof von Dresden-Meißen, der 50. in der Reihe der Diözesanbischöfe. Zuvor hatte Heiner Koch das Amt zwei Jahre inne.

## Kirchliche Einrichtungen

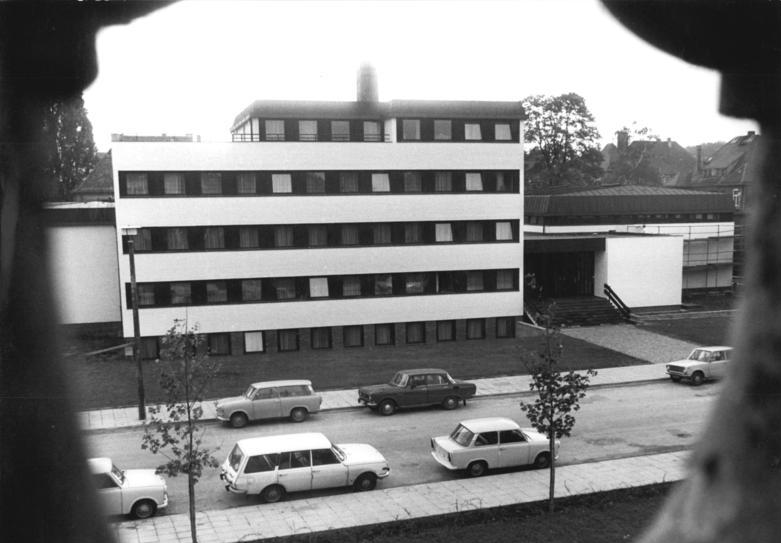
Ordinariatsgebäude Dresden 1980

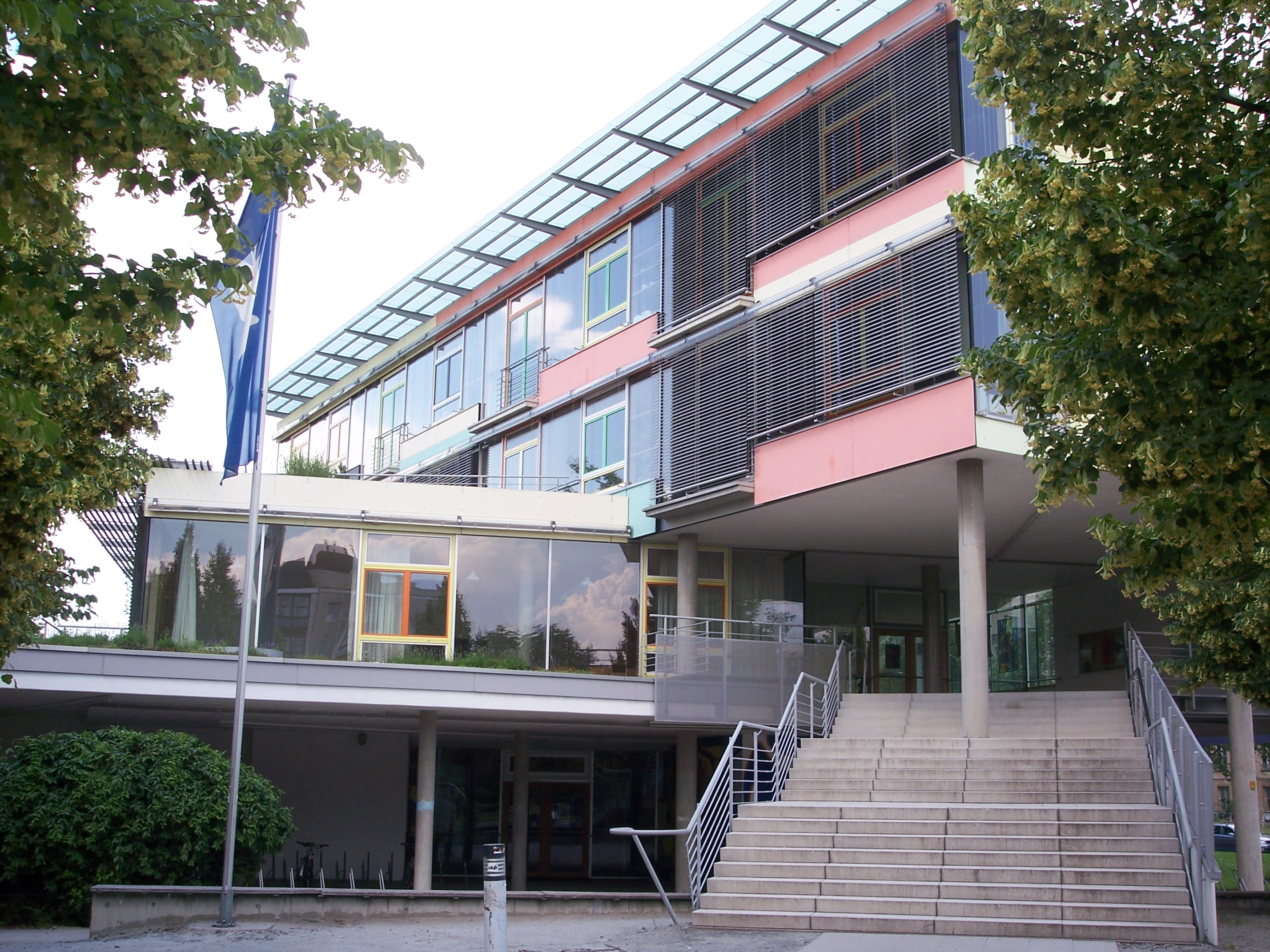
St. Benno-Gymnasium Dresden

### Kirchen
- Kathedrale Ss. Trinitatis, Dresden
- Dom St. Petri, Bautzen
- Kirchengebäude im Bistum Dresden-Meißen

### Klöster
- Kloster St. Marienstern (Zisterzienserinnen)
- Kloster St. Marienthal (Zisterzienserinnen)
- Kloster Wechselburg (Benediktiner)
- Kloster St. Albert in Leipzig (Dominikaner)
- Kloster in Goppeln bei Dresden (Nazarethschwestern vom Heiligen Franziskus)
- Klarissen von der Ewigen Anbetung in Bautzen
- Oblaten (OMI) in Zwickau

### Studentengemeinden
- KSG Karl Borromäus Chemnitz
- KSG Thomas von Aquin Dresden
- KSG Albertus Magnus Freiberg
- KSG Thomas Morus Leipzig
- KSG Thomas Morus Mittweida
- KSG Johannes Nepomuk Zittau (in ökumenischem Zusammenschluss aufgegangen)
- KSG St. Benno Zwickau (in ökumenischem Zusammenschluss aufgegangen)

### Wallfahrtsstätten
- Wallfahrtskirche Rosenthal
- Wallfahrtskirche Wechselburg

### Bildungs- und Tagungshäuser
- Bildungsgut Schmochtitz Sankt Benno
- Haus HohenEichen (Exerzitienhaus der Jesuiten) in Dresden
- Jugendbildungsstätte Winfriedhaus in Schmiedeberg
- Fort- und Weiterbildungsstätte des Diözesancaritasverbands in Seelingstädt

### Schulen
- St. Benno-Gymnasium Dresden
- Peter-Breuer-Gymnasium Zwickau
- Bischöfliches Maria-Montessori-Schulzentrum Leipzig (Grundschule, Oberschule, Gymnasium, Hort)
- Maria-Montessori-Grundschule Bautzen

## Kirchenschließungen
Im Gebiet des Bistums Dresden-Meißen wurde, wie auch in vielen anderen katholischen Bistümern in Deutschland, in den letzten Jahren aus Kostengründen der Immobilienbestand reduziert. Unter anderem wurden folgende Gotteshäuser profaniert:

## Finanzielle Situation
Laut Jahresbericht für 2014, den das Bistum am 9. Dezember 2015 vorlegte, hatte das Bistum 2014 Einnahmen in Höhe von 30,5 Millionen Euro aus der Kirchensteuer; hinzu kamen Unterstützungszahlungen der finanzstärkeren Bistümer der alten Bundesländer in Höhe von 17,8 Millionen Euro und Staatsleistungen 2014 in Höhe von 757.728 Euro, von denen 470.629 Euro vom Freistaat Sachsen und 288.104 Euro vom Freistaat Thüringen erbracht wurden. Hinzu kamen Refinanzierungsleistungen des Freistaats Sachsen für den Betrieb der Bischöflichen Schulen in Höhe von 13,5 Millionen Euro, ferner Umsatzerlöse der Bildungshäuser in Höhe von 1,2 Millionen und Spendeneinnahmen, Zuschüsse und sonstige betriebliche Erträge; die Gesamteinnahmen des Bistums betrugen im Jahr 2014 vor Finanzergebnis 74,2 Millionen Euro. Dem standen Gesamtaufwendungen in Höhe von 71,1 Millionen Euro gegenüber, darunter Personalkosten in Höhe von 31,2 Millionen Euro. Das Bistum zahlte Zuschüsse an Pfarreien, Schulen, Kindertagesstätten und an die Caritas in Höhe von 16,9 Millionen Euro. Das Immobilienvermögen des Bistums beläuft sich auf 53,6 Millionen Euro und besteht aus bebauten und unbebauten sowie im Erbbaurecht vergebenen Grundstücken; die 17 bebauten Grundstücke werden überwiegend von den Schulen und Bildungshäusern genutzt.

## Diözesankalender
Im Bistum Dresden-Meißen wird der Regionalkalender für das deutsche Sprachgebiet um die folgenden Eigenfeiern ergänzt (dahinter jeweils der Rang):
- 03. Februar: sel. Alojs Andritzki – g, in der Kathedrale und den sorbischen Gemeinden G
- 16. Mai: Hl. Johannes Nepomuk, Priester, Märtyrer – G (im RK g)
- 30. Mai: Hl. Zdislava – in den sorbischen Gemeinden g
- 12. Juni: sel. Franciszek Kesy und Gefährten, Märtyrer in Dresden – g
- 16. Juni: Hl. Benno, Bischof von Meißen, Patron des Bistums – H
- 04. Juli: Hl. Prokopius, Abt von Sázava in Böhmen – in den sorbischen Gemeinden g
- 07. August: Hl. Donatus, Bischof von Arezzo und Märtyrer, Mitpatron des Bistums – G
- 12. August: Hl. Afra, Märtyrerin in Augsburg – G (im RK g)
- 16. September: Hl. Ludmilla, Herzogin von Böhmen und Mähren – in den sorbischen Gemeinden G
- 18. September: Hl. Stanislaus Kostka, Jesuitennovize aus Polen – in den sorbischen Gemeinden G
- 28. September: Hl. Wenzel, Herzog, Märtyrer – in den sorbischen Gemeinden G (im RK g)
- 05. November: Jahrestag der Weihe der Kathedrale – in der Kathedrale H, im restlichen Bistum F
- 13. November: Alle Heiligen des Bistums – G
- 18. November: Jahrestag der Weihe der Konkathedrale Bautzen (1221) – in den sorbischen Gemeinden F
- 19. November: Hl. Elisabeth von Thüringen, Landgräfin – F

Abkürzungen: H = Hochfest, F = Fest, G = gebotener Gedenktag, g = nicht gebotener Gedenktag, RK = Regionalkalender für das deutsche Sprachgebiet